# Cryptocephalus kopetzi
Cryptocephalus kopetzi es una especie de insecto coleóptero de la familia Chrysomelidae.
Fue descrita científicamente en 2003 por Medvedev.